# Estación de Jaén

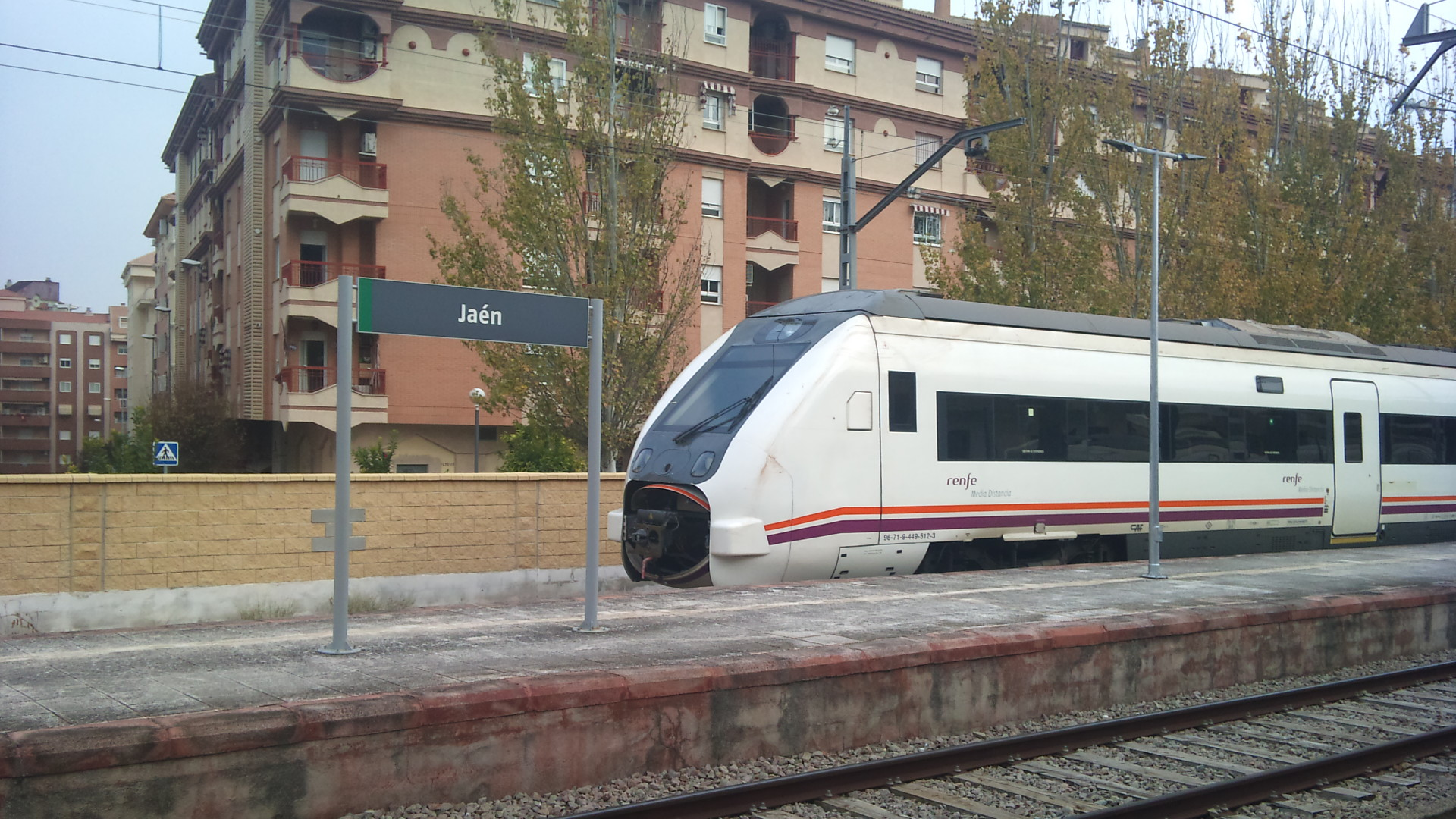
Távolsági vonat az állomáson

Estación de Jaén egy vasútállomás Jaénban, Spanyolországban. Az állomás jelenleg fejállomás, mely a városközponttól északra helyezkedik el.
A jövőben tervezik az állomás elköltöztetését a jelenlegi helyéről a város szélére, ahol egy intermoduláris központ része lesz. Ez lehetővé teszi majd, hogy a jelenlegi fejállomásból átmenő állomássá váljon és a vasúti síneket tovább vezessék Granada felé. Így Jaén is része lehet a spanyol nagysebességű vasúthálózatnak.

## Vasútvonalak
Az állomást az alábbi vasútvonalak érintik:
- Línea Espeluy-Jaén

## Kapcsolódó állomások
A vasútállomáshoz az alábbi állomások vannak a legközelebb:
- Estación de Mengíbar-Artichuela